# Heinrich Rohrer
Heinrich Rohrer, švicarski fizik, * 6. junij 1933, Buchs, Švica, † 16. maj 2013, Wollerau, Švica.
Rohrer si je leta 1986 delil Nobelovo nagrado za fiziko z Gerdom Binnigom za zasnovo in izdelavo vrstičnega tunelskega mikroskopa. Drugo polovico nagrade je prejel Ernst Ruska.

## Življenje in delo
Rodil se je uro za rojstvom svoje sestre dvojčice. Mladost je preživel v mirnem podeželskem okolju. Leta 1949 se je družina preselila v Zürich. V letu 1951 se je vpisal na Švicarsko državno tehniško šolo (ETH) v Zürichu. Tu je bil študent Paulija in Scherrerja. Doktoriral je pod mentorstvom Petra Grassmanna, ki je deloval na področju kriogenske tehnike. Rohrer je izmeril spremembe dolžin superprevodnikov pri superprevodnih prehodih vzbujenih z magnetnimi polji v projektu, ki ga je začel Olsen. Med raziskovanjem je Rohrer ugotovil, da mora svoje raziskave opraviti ponoči, ko so v mestu vsi spali, saj so bile njegove meritve tako občutljive na vibracije.
Njegove raziskave je prekinilo vojaško služenje v švicarski gorski pehoti. Leta 1961 se je poročil z Rose-Marie Egger. Med njunimi medenimi tedni v ZDA je del časa raziskoval toplotno prevodnost superprevodnikov tipa II in kovin s Serinom na Univerzi Rutgers v New Brunswicku, New Jersey.
Leta 1963 se je pridružil raziskovalnemu laboratoriju IBM v Rüschlikonu pod Speiserjevim vodstvom. Prvih nekaj let pri IBM je raziskoval Kondojeve sisteme z magnetoupornostjo v pulzirajočih magnetnih poljih. Nato je začel raziskovati fazne diagrame, kar ga je pozneje privedlo do področja kritičnih pojavov.
V letu 1974 je bil na Univerzi Kalifornije v Santa Barbari, kjer je raziskoval jedrsko magnetno resonanco skupaj z Vinceom Jaccarinom in Alanom Kingom.
Do leta 1982 je delal na zasnovi vrstičnega tunelskega mikroskopa. Leta 1986 je postal član IBM in med letoma 1986 in 1988 vodil oddelek za fiziko raziskovalnega laboratorija.
Umrl je naravne smrti na svojem domu v Wollerau. Njegova žena ga je preživela. Imela sta hčeri Doris in Ellen in dva pravnuka.